# Youkhon
Somdetch Brhat-Anya Chao Yugandhara, beter bekend onder de naam Youkhon († 1430), was de vijfde koning van Lan Xang.
Hij was een zoon van koning Lan Kham Deng. Hij volgde zijn broer, koning Phommathat, in 1429 als koning op. Hij zou echter maar voor acht maanden heersen: hij moest toen vluchten voor zijn leven maar werd net als zijn broer vermoord in opdracht van zijn tante Kaeva Kumari (Keo Phim Fa) bij de plaats Phadao in 1430. Voor zover bekend had hij geen kinderen. Hij werd opgevolgd door zijn neef Kong Kham, die een zoon was van koning Phaya Samsenthai.